# 聖安東尼 (印第安納州)
聖安東尼（英語：Saint Anthony）是位於美國印第安納州杜波伊斯縣的一個非建制地區。該地的面積和人口皆未知。